# The Beautiful and Damned (film 1922)
The Beautiful and Damned è un film muto del 1922 diretto o da William A. Seiter o da Sidney Franklin, tratto dal romanzo Belli e dannati di F. Scott Fitzgerald, pubblicato quello stesso anno. I due protagonisti sono interpretati da Kenneth Harlan e Marie Prevost.

## Produzione
Il film fu prodotto dalla Warner Bros. Pictures con un gran battage pubblicitario. L'ufficio stampa della Warner annunciò che i due protagonisti si sarebbero sposati durante le riprese e la notizia provocò molto scalpore. Ma Marie Prevost era già sposata segretamente: la storia del suo matrimonio venne resa pubblica da un giornale che la tacciò di bigamia. Harlan e Prevost si sposarono dopo che il primo matrimonio venne annullato in gran fretta.

## Distribuzione
Distribuito dalla Warner Bros. Pictures, uscì nelle sale statunitensi il 10 dicembre 1922. Il film viene considerato perduto.

### Data di uscita
- USA: 10 dicembre 1922
- Finlandia: 24 agosto 1924